# Утеховское сельское поселение
Утеховское се́льское поселе́ние — упразднённое в 2013 году муниципальное образование Краснохолмского района Тверской области.
Утеховское сельское поселение было образовано в соответствии с законом Тверской области от 28 февраля 2005 г. № 32-ЗО. Включило в себя территории Прудского и Толстиковского сельских округов Краснохолмского района. Центр поселения — деревня Утехово.
Законом Тверской области от 28 марта 2013 года № 17-ЗО Глебенское сельское поселение, Нивское сельское поселение и Утеховское сельское поселение были преобразованы путём объединения во вновь образованное муниципальное образование Глебенское сельское поселение Краснохолмского района Тверской области. Центр поселения — деревня Глебени.

## География
- Общая площадь: 125,6 км²
- Нахождение: центральная часть Краснохолмского района, к северо-востоку от города Красный Холм.

Главные реки — Ремяска, исток Неледины.

## Экономика
Основные хозяйства: колхозы им. Мичурина и «Краснохолмский».

## Население
По переписи 2010 года — 285 человек, на 01.01.2012 — 267 человек.

## Населенные пункты
На территории поселения находятся следующие населённые пункты:
| №  | Тип нп | Название      | Население (2008 год) |
| -- | ------ | ------------- | -------------------- |
| 1  | дер.   | Александровка | 10                   |
| 2  | дер.   | Гаврилово     | 27                   |
| 3  | дер.   | Дор           | 0                    |
| 4  | дер.   | Думино        | 44                   |
| 5  | дер.   | Кокорекино    | 6                    |
| 6  | дер.   | Ларихово      | 0                    |
| 7  | дер.   | Медведчиково  | 0                    |
| 8  | дер.   | Нева          | 0                    |
| 9  | дер.   | Носово        | 0                    |
| 10 | дер.   | Покровское    | 2                    |
| 11 | дер.   | Поповка       | 59                   |
| 12 | дер.   | Пахирево      | 17                   |
| 13 | дер.   | Пруды         | 23                   |
| 14 | дер.   | Ргени         | 8                    |
| 15 | дер.   | Толстиково    | 76                   |
| 16 | дер.   | Утехово       | 42                   |
| 17 | дер.   | Чурилово      | 0                    |
| 18 | дер.   | Петрушино     | 58                   |
| 19 | дер.   | Филиппково    | 7                    |

### Бывшие населенные пункты
В 1997 году исключены из учетных данных деревни Запрудное, Золотово, Коромыслиха, Мануково, Осташево.

## История
В XVI—XVII вв. территория поселения входила в Бежецкий Верх, где в XVII веке относилась к Антоновскому стану.

С XVIII века территория поселения входила:
- в 1708—1727 гг. в Санкт-Петербургскую (Ингерманляндскую 1708—1710 гг.) губернию, Углицкую провинцию,
- в 1727—1775 гг. в Московскую губернию, Углицкую провинцию,
  - в 1766 г. Бежецкий Верх переименован в Бежецкий уезд,
- в 1775—1796 гг. в Тверское наместничество, Краснохолмский уезд,
- в 1796—1803 гг. в Тверскую губернию, Бежецкий уезд,
- в 1803—1918 гг. в Тверскую губернию, Весьегонский уезд,
- в 1918—1921 гг. в Тверскую губернию, Краснохолмский уезд,
- в 1921—1923 гг. в Рыбинскую губернию, Краснохолмский уезд,
- в 1923—1924 гг. в Тверскую губернию, Краснохолмский уезд,
- в 1924—1929 гг. в Тверскую губернию, Бежецкий уезд,
- в 1929—1935 гг. в Московскую область, Краснохолмский район,
- в 1935—1990 гг. в Калининскую область, Краснохолмский район,
- в 1990—2013 гг. в Тверскую область, Краснохолмский район.

В XIX — начале XX века деревни поселения относились к Прудской, Хабоцкой и Поповской волостям Весьегонского уезда.

## Известные люди
- В деревне Утехово родился Герой Советского Союза Василий Иванович Зиновьев.
- В деревне Мануково (исключена из учетных данных в 1997 году) родился советский военачальник, генерал-майор инженерных войск Александр Никифорович Гусев.